# Minipsyrassa guanabarina
Minipsyrassa guanabarina är en skalbaggsart som beskrevs av Martins och Dilma Solange Napp 1992. Minipsyrassa guanabarina ingår i släktet Minipsyrassa och familjen långhorningar. Inga underarter finns listade i Catalogue of Life.